# Marjorie Kinnan Rawlings
Marjorie Kinnan Rawlings (ur. 8 sierpnia 1896 w Waszyngtonie, zm. 14 grudnia 1953 w St. Augustine) – amerykańska pisarka, która mieszkała na wsi na Florydzie i pisała powieści z wiejską tematyką i scenerią. Jej najbardziej znane dzieło, The Yearling (1938, wyd. polskie Roczniak, Księgarnia Literacka, 1939) – opowieść o chłopcu, który adoptuje osieroconego jelonka, a potem zmuszony jest go zabić – zdobyło Nagrodę Pulitzera dla książki beletrystycznej w 1939 roku i potem zostało z powodzeniem sfilmowane (1946). Książka została napisana na długo przed powstaniem nurtu powieści dla młodzieży, jednak obecnie uważana jest za utwór dla nastolatków.

## Życiorys
Początkowo mieszkała w miastach: dorastała w Waszyngtonie (ojciec pracował w urzędzie patentowym), studiowała na Uniwersytecie Wisconsin w Madison, pracowała w YWCA w Nowym Jorku. W 1919 roku poślubiła Charlesa Rawlingsa, kolegę-dziennikarza z uniwersyteckiego pisma literackiego. Działali jako dziennikarze w Louisville, Kentucky i Rochester, stan Nowy Jork.
W 1928 roku, gdy Marjorie otrzymała nieduży spadek po matce, Rawlingsowie kupili 72-akrowy gaj pomarańczowy niedaleko Hawthorne na Florydzie, w wiosce Cross Creek. Zafascynowała ją tamtejsza przyroda i ludzie.
Już jako dziecko regularnie zamieszczała opowiadania w dziecięcych działach gazet. W wieku lat piętnastu otrzymała nagrodę za opowiadanie. W 1926 roku ukazały się jej pierwsze opowiadania o Florydzie, budząc mieszane reakcje jej sąsiadów. W 1933 roku rozwiodła się z mężem, któremu nie odpowiadało życie na odludziu.
Poruszała takie tematy jak: produkcja bimbru, przyroda, lokalna kuchnia, nieodwzajemnione miłości. W latach 40. wyprowadziła się z Cross Creek po procesie sądowym wytoczonym przez sąsiadkę oburzoną swoim opisem w jednej z książek. Pod koniec życia kupiła starą farmę w stanie Nowy Jork i spędzała tam część każdego roku aż do śmierci. Mimo izolacji na Florydzie poznała czołowych pisarzy swoich czasów: Hemingwaya, Thomasa Wolfe’a, Fitzgeralda, Frosta, Margaret Mitchell, Zorę Neale Hurston.
Za pieniądze z The Yearling pisarka kupiła domek na plaży w Crescent Beach, 10 mil na południe od St. Augustine. W roku 1941 poślubiła hotelarza z miasta Ocala, lecz żyli dość niezależnie od siebie, zajmując się swoimi zawodami. Napisała sonet Having Left Cities Behind Me, o swojej niechęci do wielkich miast.
Większość swojego majątku zapisała Uniwersytetowi Florydy w Gainesville. Jej ziemia w Cross Creek jest obecnie historycznym parkiem narodowym.
Bohaterka filmu Moje Cross Creek (1983).